# Girotrone

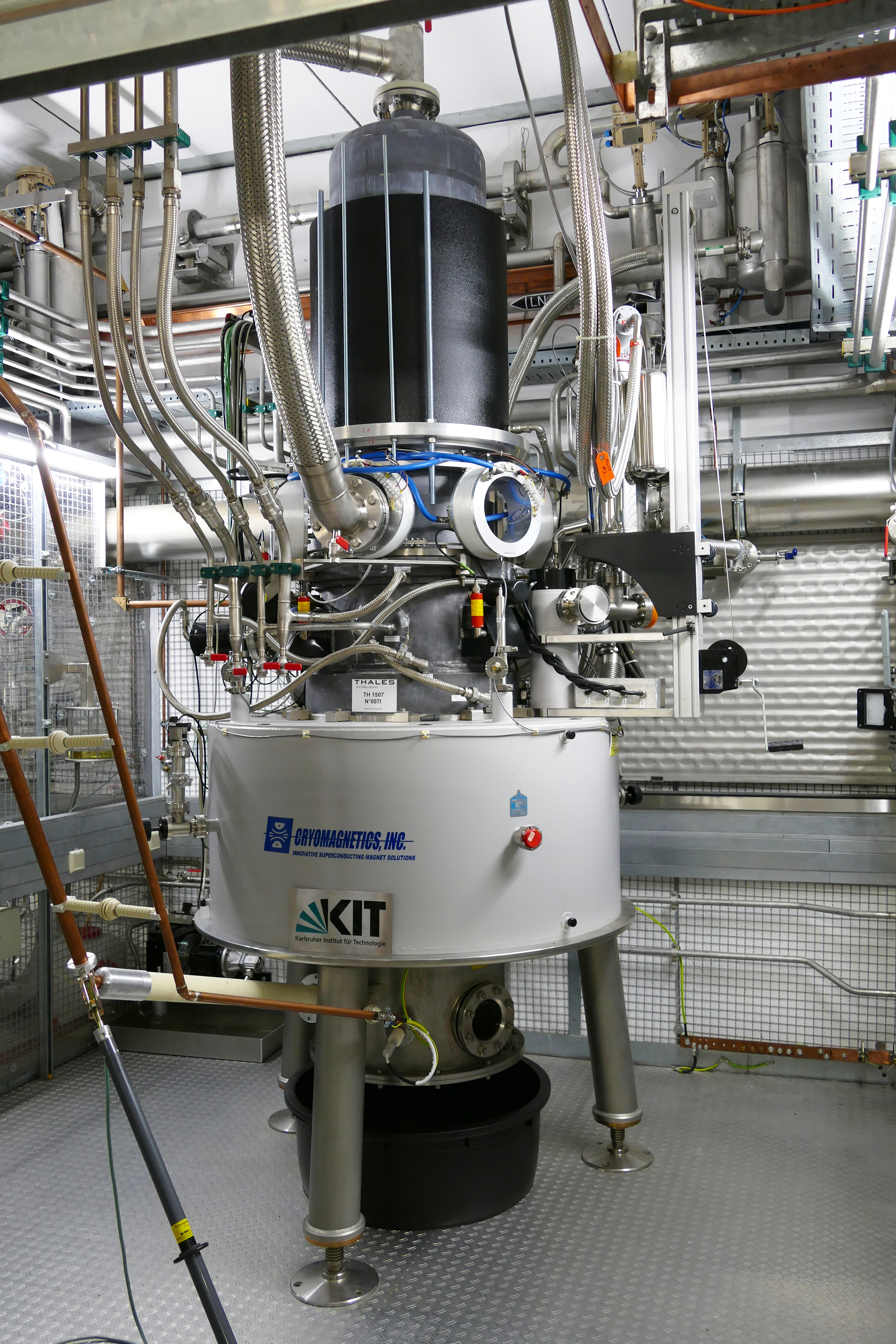
Girotrone ad alta potenza da 140 GHz per il riscaldamento del plasma nell'esperimento di fusione Wendelstein 7-X, Germania.

Un girotrone è una classe di tubi a vuoto con fascio lineare ad alta potenza che genera onde elettromagnetiche millimetriche sfruttando la risonanza di ciclotrone di elettroni in un intenso campo magnetico. Le frequenze di uscita vanno da circa 20 a 527 GHz, coprendo le lunghezze d'onda che vanno dalle microonde al limite delle radiazioni terahertz. Le potenze di uscita tipiche vanno da decine di kilowatt a 1-2 megawatt. I girotroni possono funzionare a impulsi o in modo continuo. Il girotrone è stato inventato dagli scienziati sovietici al Radiophysical Research Institute (NIRFI), con sede a Nizhny Novgorod, in Russia.

## Principio

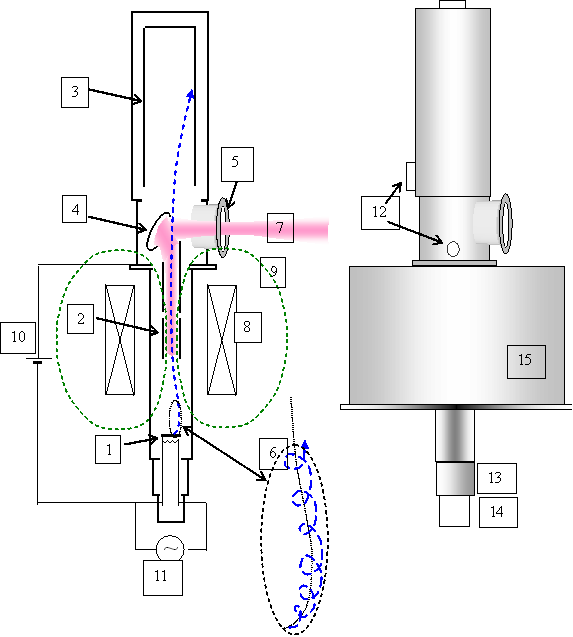
Schema di un girotrone

Il girotrone è un maser a elettroni liberi che genera radiazioni elettromagnetiche ad alta frequenza mediante la risonanza di ciclotrone stimolata di elettroni che si muovono attraverso un forte campo magnetico. Può produrre onde elettromagnetiche ad elevata potenza con lunghezze d'onda di dimensioni millimetriche, molto più grandi di quelle delle radiazioni dei tradizionali tubi a vuoto a microonde, come il klystron e il magnetron, in cui la lunghezza d'onda è determinata da una cavità risonante monomodale. Pertanto, all'aumentare delle frequenze operative, le strutture della cavità risonante devono diminuire di dimensioni, il che limita la loro capacità di gestione della potenza.
Nel girotrone un cannone elettronico a un'estremità del tubo emette un fascio di elettroni di forma anulare che viene accelerato da un anodo ad alta tensione per viaggiare attraverso una grande cavità risonante di forma tubolare immersa in un internso campo magnetico parallelo al tubo, solitamente creato da un magnete superconduttore che lo avvolge. Il campo fa sì che gli elettroni si muovano elicoidalmente in cerchi stretti attorno alle linee del campo magnetico mentre viaggiano longitudinalmente attraverso il tubo. Nel punto del tubo in cui il campo magnetico raggiunge il suo massimo, gli elettroni irradiano onde elettromagnetiche in direzione trasversale (perpendicolare all'asse del tubo) alla loro frequenza di risonanza del ciclotrone. La radiazione millimetrica forma onde stazionarie nel tubo, che funge da cavità risonante aperta, le quali si raggruppano in un raggio che si irradia attraverso una finestra sul lato del tubo, verso una guida d'onda che termina su un elettrodo collettore all'estremità del tubo.
Come in altri tubi a microonde a fascio lineare, l'energia delle onde elettromagnetiche in uscita deriva dall'energia cinetica del fascio di elettroni, che è dovuta all'accelerazione della tensione anodica. Nella regione prima della cavità risonante l'intensità del campo magnetico aumenta e comprime il fascio di elettroni, convertendo la velocità di deriva longitudinale in velocità orbitale trasversale, in un processo simile a quello che si verifica in uno specchio magnetico utilizzato per il confinamento del plasma. La velocità orbitale degli elettroni è da 1,5 a 2 volte la loro velocità del fascio assiale. A causa delle onde stazionarie nella cavità risonante, gli elettroni si "addensano", cioè la loro fase diventa coerente (sincronizzata), trovandosi tutti nello stesso punto della loro orbita allo stesso istante. Pertanto, emettono radiazioni coerenti, come in un laser.
La velocità degli elettroni in un girotrone è dell'ordine della velocità della luce ma non molto vicina ad essa, a differenza del laser a elettroni liberi che funziona con principi diversi e i cui elettroni sono altamente relativistici.

## Applicazioni
I girotroni sono tipicamente utilizzati in ambito industriale per riscaldare materiali a elevate temperature. Ad esempio, vengono utilizzati negli esperimenti di ricerca sulla fusione nucleare per riscaldare i plasmi e anche nell'industria manifatturiera come strumento di riscaldamento rapido nella lavorazione di vetro, compositi e ceramica, nonché per la ricottura (solare e semiconduttori). Le applicazioni militari includono il sistema di negazione attiva.
Nel 2021 la Quaise Energy ha annunciato l'idea di utilizzare un girotrone come dispositivo per scavare un pozzo di 20 chilometri per produrre energia geotermica.

## Produttori
Il girotrone è stato inventato in Unione Sovietica. Gli attuali produttori includono Communications & Power Industries (USA), Gycom (Russia), Thales Group (UE), Toshiba,  divenuta Canon, Inc. (Giappone) e Bridge12 Technologies.